# Хёйсен, Донни
Доналд Каспар (Донни) Хёйсен (нидерл. Donald Caspar "Donny" Huijsen; род. 25 октября 1973, Амстердам) — нидерландский футболист, игравший на позиции нападающего.

## Футбольная карьера
Доналд с семи лет начал заниматься футболом, его первым клубом стала юношеская команда клуба ДВС, где главным тренером был его отец Геррит. Донни, а именно так сокращённо называли его, был одним из самых талантливых футболистов Амстердама, он дважды становился лучшим бомбардиром города в 1984 и 1986 году, когда нападающий забил 36 мячей.
Пим Босма тренер молодёжного состава ДВС:
Донни легко забивал голы, он играл в хорошей команде, помню мы заняли в чемпионате 4-е место, а Донни забил 20 мячей. Он вёл себя всегда довольно скрытым и в общем был тихим человеком, однако был настоящим фанатиком своего дела. Его можно сравнить с Хюнтеларом, Донни всегда был на том месте на поле где надо. В те годы он был большим талантом ДВС
В 1993 году Донни заприметили скауты амстердамского «Аякса». ДВС получил плату за Хёйсена в размере десяти тысяч франков. В своём первом сезоне Донни пришлось выступать за молодёжный состав «Аякса», где в это время играли: Патрик Клюйверт, Кларенс Зеедорф, Мартейн Рёсер и Майкл Оффенберг. Донни дебютировал за «Аякс» в основной команде в матче Суперкубка Нидерландов, это был единственный матч Донни в сезоне за основную команду.
В начале 1994 года Хёйсен был отдан в аренду клубу «Гоу Эхед Иглз» из города Девентер. Нападающий дебютировал за клуб 6 марта в матче чемпионата против «Фейеноорда», выйдя на замену во втором тайме. За клуб Донни провёл 7 матчей и отличился 2 голами.
Летом Донни был вновь отдан в аренду, на этот раз в «Харлем». За «Харлем» в сезоне 1994/95 Хёйсен забил 22 мяча в 32 матчах. В «Харлеме» за такую результативность Хёйсену дали прозвище «Марадонни», в честь аргентинского футболиста Диего Марадоны. Позже Хёйсен с 1995 по 1997 год выступал за АЗ.

## Личная жизнь
Отец — Геррит Виллем, был предпринимателем, он имел собственную компанию по продаже и установки домашних приборов и кухонного оборудования на западе Амстердама. В молодости отец играл за футбольный клуб «Спартан».
Сын — Дин, тоже стал футболистом.